# Statul Amhara
Statul Amhara (amharică አማራ ክልል Amara Kilil), oficial Statul Regional Național Amhara (Amhara amharică የአማራ ብሔራዊ ክልላዊ መንግሥት ), este un stat regional din nordul Etiopiei și patria poporului Amhara. Capitala sa este Bahir Dar, sediul Guvernului Regional din Amhara. În Amhara se află cel mai mare corp de apă din Etiopia, Lacul Tana (din care izvorăște Nilul Albastru) și Parcul Național Munții Semien (care include Ras Dașan, cel mai înalt punct din Etiopia). Amhara se învecinează cu Sudanul la vest și nord-vest și cu alte regiuni ale Etiopiei: Tigray la nord, Afar la est, Benishangul-Gumuz la vest și sud-vest și Oromia la sud.

## Istorie
În timpul Imperiului Etiopian Amhara includea mai multe provincii (cum ar fi Dembiya, Gojjam, Begemder, Angot, Wollo, Shewa și Lasta). Actuala regiune Amhara corespunde unor părți mari din fostele provincii Begemder, Dembiya, Angot, Bete Amhara (Wollo), Gojjam și Shewa. De la ascensiunea dinastiei solomonice în 1270 sub împăratul Yekuno Amlak (născut în regiunea Maqdalla) și până la stabilirea noii capitale imperiale la Gondar în jurul anului 1600, regiunea dintre Debre-Birhan și Mekane-Selassie era sediul principal al împăraților itineranți Wolloye-Shewani. Această perioadă este cea mai importantă pentru formarea statului etiopian medieval, răspândirea și consolidarea creștinismului ortodox etiopian (urmând exemplul dat de regii Zagwe privind conservarea moștenirii axumite) și propagarea în provinciile centrale (în afara de Tigray/Eritreea și Lasta) din Bete Amhara, Gojjam, Begemder, nordul Shewei, Gafat și Damot.
Istoria înregistrată a regiunii, de fapt, datează de la începutul secolului al XIII-lea. De exemplu, Biserica Sf. Gheorghe din orașul Woreilu (al cărui Tabot ar fi fost purtat de împăratul Menelik în bătălia de la Adwa) a fost înălțată în jurul anului 1200.
După mișcările sociale din 2014–2017 naționalismul amhara a sporit în regiune, cu un discurs care include atât problemele echilibrului de putere între elite, cât și revendicările teritoriale. Mai mulți politicieni locali, cum ar fi Dejene Maru susținut de generalul Asaminew Tsige, au reușit să controleze facțiunile armate.
Pe 22 iunie 2019 facțiunile forțelor de securitate din Amhara au încercat o lovitură de stat împotriva guvernului regional, în timpul căreia președintele regiunii Amhara, Ambachew Mekonnen, a fost asasinat. O gardă de corp naționalistă l-a asasinat pe generalul Se'are Mekonnen – șeful Statului Major General al Forței Naționale de Apărare Etiopiene – precum și pe consilierul său, generalul-maior Gizae Aberra. Biroul primului ministru l-a acuzat pe generalul de brigadă Asaminew Tsige, șeful forțelor de securitate din regiunea Amhara, că conduce complotul, iar Tsige a fost împușcat de poliție lângă Bahir Dar pe 24 iunie.

## Geografie

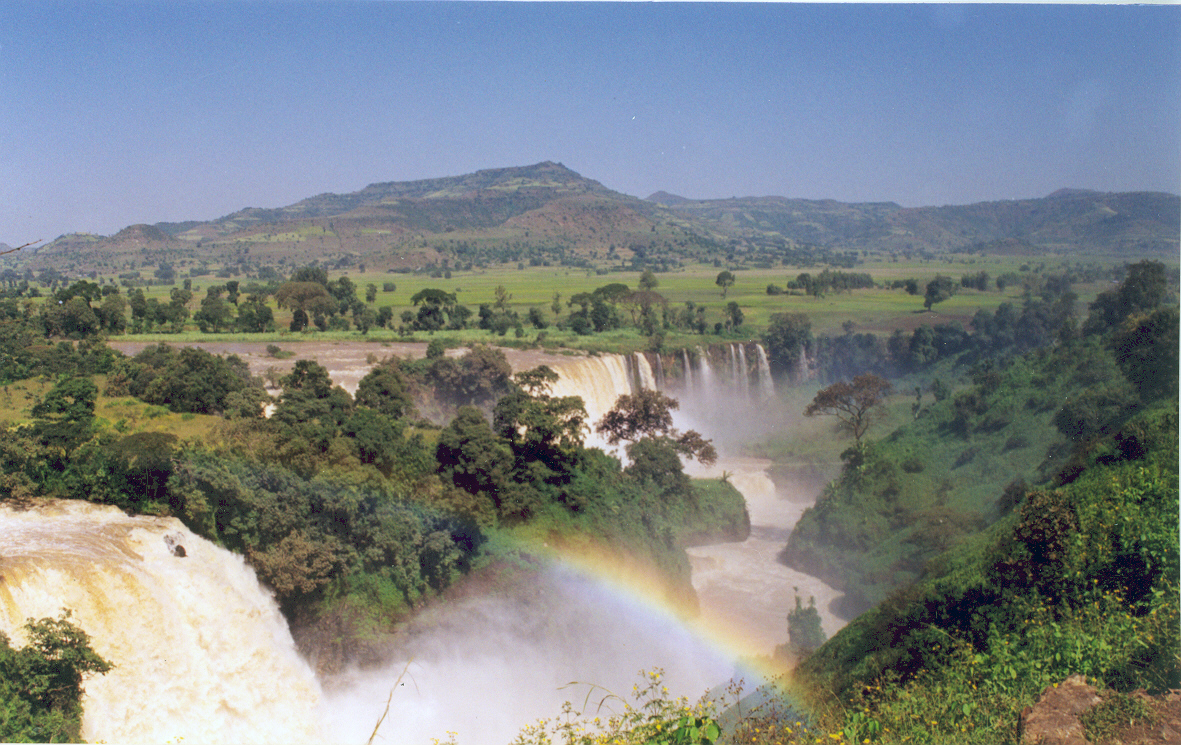
Cascadă pe Nilul Albastru lângă Bahir Dar

Potrivit site-ului web al guvernului etiopian, Podișul Amhara primește 80% din precipitațiile totale anuale ale Etiopiei și este cea mai fertilă regiune a țării, având și cea mai propice climă. Din Lacul Tana, la Bahir Dar, izvorăște Nilul Albastru. Când debitul Nilului Albastru este maxim (în timpul sezonului ploios din iunie până în septembrie), acesta furnizează aproximativ două treimi din apa Nilului propriu-zis. Până la finalizarea în 1970 a Barajului Aswan din Egipt, Nilul Albastru, împreună cu râul Atbara mai la nord (care izvorăște și el în Podișul Etiopian), provocau revărsările anuale ale Nilului care au contribuit la fertilitatea Văii Nilului, permițând ascensiunea civilizației Egiptului Antic.

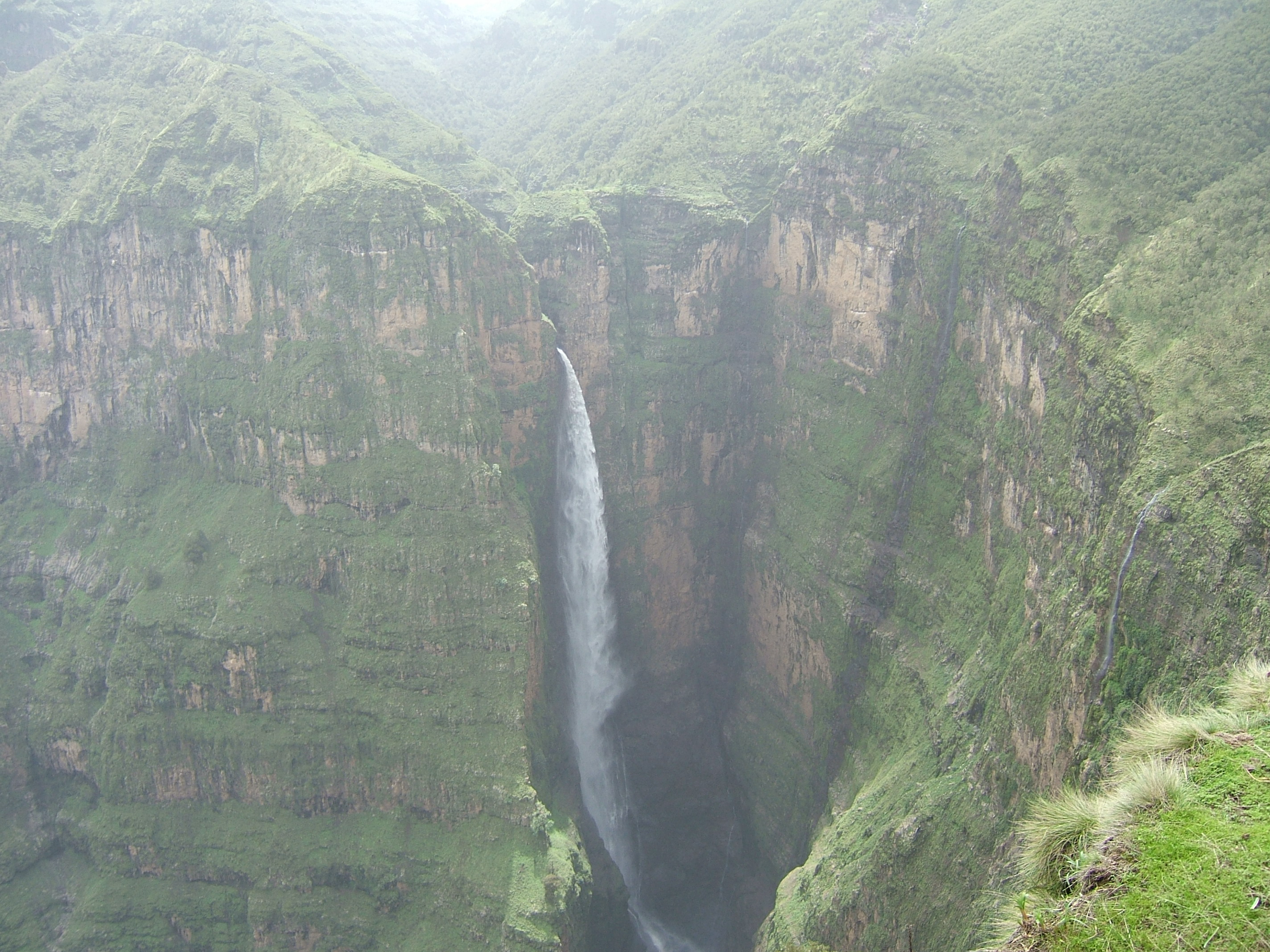
Cascada Jin Bahir din Munții Semien

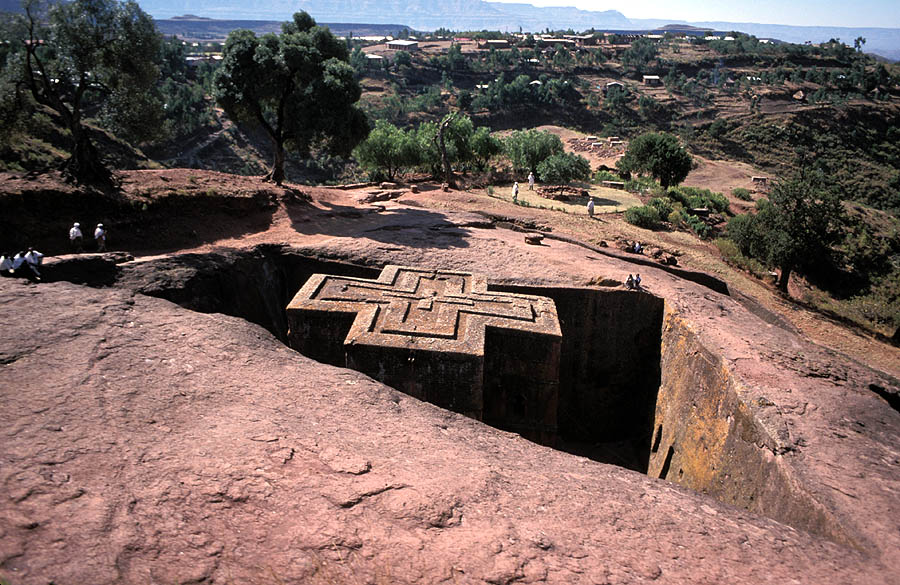
Bete Giyorgis, una dintre bisericile din Lalibela.

## Demografie
Conform recensământului din 2007 efectuat de Agenția Centrală de Statistică din Etiopia (CSA), regiunea Amhara avea o populație de 17.221.976 de locuitori. 8.641.580 bărbați și 8.580.396 femei; erau 2.112.595 de orășeni sau 12,27% din populatie. Cu o suprafață estimată de 154.708,96 km2, această regiune are o densitate estimată de 108,2 persoane pe km2. În regiune au fost recenzate 3.983.768 gospodării, ceea ce rezultă într-o medie pe regiune de 4,3 persoane pe gospodărie, gospodăriile urbane având în mediu 3,3 persoane, iar gospodăriile rurale 4,5 persoane. Populația estimată în 2017 era de 21.134.988. 

### Grupuri etnice
Regiunea este locuită predominant de grupul etnic amhara de limbă semitică, cu 91,47% din populație. Majoritatea celorlalți rezidenți provin din alte comunități lingvistice afro-asiatice, inclusiv Agaw/Awi, Oromo, Beta Israel, Qemant, Agaw/Kamyr și Argobba. Gumuz este o altă comunitate care locuiește în unele părți ale regiunii Amhara și vorbește o limbă nilo-sahariană.
| Grup etnic   | Recensământul din 1994 | Recensământul din 2007 |
| ------------ | ---------------------- | ---------------------- |
| Amhara       | 91,2%                  | 91,47%                 |
| Agaw /Awi    | 2,7%                   | 3,46%                  |
| Oromo        | 3%                     | 2,62%                  |
| Agaw / Kamyr | 1%                     | 1,39%                  |
| Argobba      | 0,3%                   | 0,41%                  |
| Qemant       | 1,2%                   | N / A                  |
| Tigrayan     | 0,9%                   | 0,65                   |

### Religie
Religia în Statul Amhara (2007)
     Ortodocși etiopieni (82,5%)
     Musulmani (17,2%)
     Protestanți (0,2%)
     Alții (0,1%)
Religia predominantă a Amharei de secole a fost creștinismul, Biserica Ortodoxă Etiopiană Tewahedo jucând un rol central în cultura țării. Conform recensământului din 2007, 82,5% din populația regiunii (formată din 91,2% etnici Amhara) erau ortodocși etiopieni; 17,2% erau musulmani, iar 0,2% protestanți ("P'ent'ay"). Biserica Ortodoxă Etiopiană menține legături strânse cu Biserica Ortodoxă Coptă din Alexandria. Paștele și Bobotează sunt cele mai importante sărbători, marcate cu slujbe, ospățuri și dans. Există, de asemenea, multe zile de post pe tot parcursul anului, când pot fi consumate numai legume sau pește.